# Пиргово
Пѝргово е село в Северна България. То се намира в община Иваново, област Русе. През него минава републикански път II-52

## География и геология
Релефът е разнообразен. Средната надморска височина е 82 m, като започва от 16,4 m на брега на р. Дунав, северно от с. Пиргово. За района в основата на Дунавския бряг и по долината на р. Русенски Лом се разкриват долнокредните варовици, мергели и пясъчници. Над тях често в разрезите присъстват глини, глинести варовици и пясъци от неогенските отложения на Сърповската свита (spN1p) (понт) и Айдемирската свита (aN2d) (дак), които се припокриват от широко разпространения в района льосов комплекс на кватернера. Брегът е относително стабилен към проявите на страничната ерозия, предизвиквана от р. Дунав, там където са здравите кредни седименти. Развитие на вертикални льосови откоси с височина до 15 m съществува край Дунавския бряг западно от Русе при Пиргово, Мечка и Стълпище. Съставът на подземните веди в малм-валанжския водоносен хоризонт, по цялата площ на разпространението му в пределите на поречието, са хидрокарбонатно-калциево-магнезиеви от II тип. Общата им минерализация е между 480 и 940 mg/dm3, а твърдостта около 7,5 - 7,9 meqv/ dm3 (21,0-22,1 °Н). Водите са чисти и са надеждно защитени от замърсители. През 1966 година са разкрити останки от мастодонт, като според описанието кариерата се намира в южния края на селото, вляво от шосето за село Мечка. Най-долният пласт от разкритата кариера е глина, примесена със ситен пясък. Глината е оцветена в светло жълтокафяво. Пластът продължава надолу. Над глинестия пласт е утаен чакъл, силно примесен с пясък – 0,5 метра. В него са намерени две бедрени кости – лява и дясна, десет гръбначни прешлена, част от тазова кост и част от бивни от Mastodon arvernensis от един и същи индивид. Над пясъчния пласт е разположен льос, който в долната си част е карбонизиран. Дебелината му е 2 метра. На повърхността е почвеният слой – 0,5 метра. В льосов слой до дунавския бряг край селото е открита раменна кост от мамут.
Локализираните и паспортизирани свлачища на територията на селото са общо 12.

## История

### Античност
Според археологически находки, местата, заселени трайно още през Античността (ІV в. пр. Хр.), са разположени непосредствено до брега на р. Дунав – съответно между 512 и 508 километър. И трите селища в района са се намирали по протежение на път Via Istrum. През Османския период селището се развива със смесено, но преобладаващо християнско население, в османски документ е споменато като Деспот Пиргос. До 1934 година името му е Пиргос. Етимологията на старото име свързва името на селото с гръцката дума за кула (пиргос). Подобно име притежава и град Бургас и обяснението за произхода му е същият. Предположенията за произхода са свързани и с разположението на едното античното селище – на 510 километър на река Дунав, като крепостта вероятно е изпълнявала охранителни функции. Съществува версия за името, която го свързва с османската дума „биргьос“ /едноок/ и се обяснява с това, че местен паша е бил с едно око. Според Константин Иречек името на селището е пренесено от името на друго селище, от което по времето на Калоян са заселени пленници в местността.
При вадене на камъни от общинската кариера край селото през 1940 година е открито гърне със 76 златни скифати от времето на Йоан II Комнин (1118 – 1143). Находката е предадена в Националния археологически музей Не са известни нито обстоятелствата, нито времето и мястото, нито количеството на намерените сребърни монети, от които в Русенския исторически музей са събрани 17 броя – тетрадрахми от Месембрия и Македонската област, които са изложени в Регионален исторически музей – Русе. През 1978 г., при изкопна работа в околностите на селото, е намерено фрагментирано керамично съдче с дебели стени, работено на ръка. Около него са открити разпръснати голям брой сребърни монети. От тях 418 броя са събрани и предадени на Исторически музей – Русе. От тези монети 401 са имитации на тетрадрахми на Филип ІІ, 14 – имитации на тетрадрахми на Филип ІІІ Аридей, а три са тетрадрахми на Тасос, ІІ период. Имитативните монети на Филип ІІІ се датират през ІІ-І в. пр. Хр.
В землището на Пиргово са локализирани няколко селищни образования, обитавани от Античността:
Крепост/укрепено селище Визирски мост
Намира се на 4.45 km западно по права линия от центъра на село Пиргово. Изградено е на могила на десния дунавски бряг, на 514 km, от която в момента близо половината площ е пропаднала в реката от северозападната страна. Тя е издължена в посока югозапад- североизток. Склоновете на северозапад, югозапад и североизток са били стръмни, като в момента северозападния е отвесен. От югоизток където е и най-достъпно, е издълбан изкуствен ров, който продължава до река Дунав на север. Той в днешно време е заличен от пороищата. Размерите на могилата са били приблизително 150х85 m. От югоизток е най-късият склон, който в момента е висок 6 m. На  мястото се забелязват иманярски изкопи, като има вероятност могилата да е селищна. На върха ѝ по всяка вероятност е имало малко укрепление контролиращо моста над реката идваща от село Мечка, която се влива в река Дунав южно под могилата. Теренът е гъсто обрасъл с дървета, храсти и висока трева. Останките на крепостната стена се проследяват на места под вал. 
Крепост Медиолана/Пиргос в м. „Долното скеле“
Местоположението на откритото селище е на около 2.2 километра на северозапад от центъра на селото, върху висок бряг на километър 510 на река Дунав, точно над бившото пристанище на селото. Топонимията на местността е „Долното скеле“, като заема около 200 декара. Има очертания на крепостна стена по ръба, която сега е обрасла с трева и гора, разхвърляни камъни. Открити са останки от доримската, римската епохи и от Втората българска държава. Според археологически мнения това е мястото на град Пиргос, за който се говори в грамота на войводата Александър, син на влашкия владетел Мирчо Старши в 1431 година. Градът се споменава и в турски регистър от XV век под името село Деспот Пиргос, като се предполога, че е разрушен в началото на османския период. Мнозина от археолозите смятат, че това е мястото, където в античността се е намирал и римския кастел Медиолана. Установено е, че некрополът се намира непосредствено до крепостта.
Според информацията за археологическото проучване на некропола в края на 70-те, той се намира в хълмиста местност, източно от селото. Голяма част от тази местност е разрушена от пороища и следователно разрушен е и некрополът. Откритите 16 скелета са погребани по християнски начин. Покойниците са погребани обикновено направо в гроба и в два случая те са сложени в дървени ковчези. При погребаните жени и деца са намерени обеци и наушници. Те са от бронз - само халка, малка с подвижна или неподвижна гроздовидна обеца, с четири зърна, като около висулката е омотана тел. Мънистата са стъклени едноставни и многоставни разноцветни. Зърно - сребърно, бадемовидно. При мъжете - копчета и железен нож. Некрополът е от 9-10 век.
Крепост в м. „Драката“
Местоположението на късноантичната крепост е на около 3.3 километра на северозапад от сегашното село Пиргово, под свинарниците на ТКЗС, на километър 512 от дунавския бряг в местност „Драката“. Проучването на терена е станало при прокопаването на път, като са открити обгорели пластове с останки от жилища, пещи и огнища, късове от мазилка на колиби с отпечатани на тях изгнили пръти. Предполага се, че животът е започнал около IV век пр. н. е. и е продължил до XIV век без прекъсване, като понастоящем местността е обрасла с храсти и дървета.
Укрепено селище Хаджимеровица се намира в едноименната местност, на 2.27 km северно по права линия от центъра на село Пиргово. Построено е било на високия, десен, дунавски бряг, на рид спускащ се на север. От северозапад е ограничен от река Дунав, от изток- от суходолие, което вероятно е било поток с извор по онова време. Склоновете от изток, север и запад са стръмни. Селище Хаджимеровица е най-достъпно е от юг, където ридът е прорязан от дълбок в момента около 0-5 m ров, който е широк 15 m и ясно се вижда, че е изкуствен. Дължината му е около 260 m. В средата той е изравнен за да минават селскостопанските машини. Теренът на селището в момента се обработва. Формата на обекта е неправилна, като е продиктувана от конфигурацията на терена. Максималните размери са около 200х210 m. 
Крепост Калето
Крепостта Калето, в която се датират останки от античността, траките и средновековието е на три километра на североизток от центъра на село Пиргово, на километър 508 от дунарския бряг, на височина над реката. От западна страна е ограден от дълбоко дере, където има каменна кариера. Площта е залесена от акациева гора, а теренът е затревен. Намерените останки от съдове са от IV-III в.пр.н.е., от късната античност, Първата и Втората българска държава. Разположението на обекта е аналогично на градище „Пиргос“. Археолозите не са открили крепостни стени, но разположението на селището, името на местността и ровът от изток подсказват, че обекта е бил укрепен. Максималните му размери са 320х340 m. Теренът е гъсто обрасъл с дървета, храсти и висока трева.
Според откритите натрошени гърнета, паници и амфори селището е просъществувало и в Първата и Втората български държави. При вадене на камъни от кариера край Калето през 1907 година в глинено гърни са открити 68 сребърни монети от времето на цар Иван Александър и синът му Михаил IV Асен, три от тези монети са произведени в Червен след 1345 година, като предположенията са, че съкровището е укрито след 1350 година в земята край Пиргово Находката се съхранява в Национален археологически музей. Некрополът се намира на около 400 метра югоизточно от крепостта, като при разкопки в него е открита сграфито керамика от XIII-XIV век.

### Средновековна, нова и най-нова история
През XV век селището се премества по-навътре, на около два километра от брега на реката.
Първо писмено сведение за селището има от 1462 година.
В османски регистър от 1479 – 1480 година с името Деспот Пиргос е отбелязано селище с 27 къщи.
От османски регистър от 1565 година за соколари и ястребари като категория зависимо население от Русенско в Пиргово са упоменати Димитър и синовете му Куцар, Бело, Койо, внуци Белчо, Пенчо, Добраха, Добре, Драган и Зарко.
В един кадийски регистър от 1657 година се споменават турските чифлици с имената на селата Пиргос и Батин.
Най-старите църковни кондики в Русенско са открити в църквата „Свето Богоявление“. Едната е от периода 1862 – 1868 година, като в нея са отбелязани 221 кръщенета и 53 венчавки. В другия регистър от 1878 – 1879 година са описани 271 кръщенета и 66 венчавки.
Училището, чиито правоприемник е основното училище „Христо Ботев“ е основано през 1873 година. През 1956 г. започва строеж на нова училищна сграда, тъй като старата е пострадала от земетресение през 1941 г. Средства за строежа са получени от самооблагане на кооператорите, от културния и социален фонд и от Околийския народен съвет. В новата сграда са обзаведени специализирани кабинети, физкултурна зала, игрища за волейбол, баскетбол, футбол и други. Училището е удостоено с орден “Кирил и Методий“ – I степен. От 2009 година училището в селото не провежда учебни занятия. Децата пътуват до град Русе.
Руският редут Табията се намира в едноименната местност, на 5.11 km южно по права линия от центъра на село Пиргово. Построен е по времето на Руско- турската освободителна война (1877-1878 г). Той е представлявал землено укрепление насочено с фронт на североизток.
На 12 декември 1877 г. многобройни османски сили излизат от Русчушката крепост. Руските части, усилени след първия бой, са известени за началото на османското настъпление с оръдейни изстрели от бреговата артилерия при Парапан. Около 8.30 часа османската конница достига линията с. Пиргово – Гюр чешме. Следват я гъсти пехотни колони и артилерия. Отбити са 2 атаки при с. Мечка и с контраатаки противникът е отблъснат до височините при с. Пиргово. Действията са подкрепени от руската броненосната лодка „Никопол“, установена на котва при о-в Мечка. Десният руски фланг провежда успешно настъпление при Гюр чешме. Противникът е принуден да се изтегли от цялата линия към направлението Русе – Кадъкьой. Сюлейман паша научава за пленяването на Западната армия на Осман паша при Плевен след преустановяването на боя. Битката при селата Мечка и Тръстеник приключва действията на Източния фронт през 1877 г. Източния руски отряд решително задържа най-мощната османска групировка- Източнодунавската армия. В днешно време редут Табията е унищожен от селскостопанска дейност. Руски загуби: 711 убити и ранени. Османски загуби: около 3000 убити и ранени. Вследствие на ожесточената битка са опожарени над сто къщи, както и църквата. Останали са само две дървета след 1877 г. – круша и бряст, като крушовото дърво и до днес е живо, с диаметър над три метра.
Свидетелство за почитта към жертвите от войната 1877 – 1878 година, е и големият каменен монумент, който се намира по пътя между село Мечка и местността Стълпище, на запад от Пиргово край Дунава. Паметникът е построен по типов проект на седемте еднакви паметника: „Орлово гнездо“, Свищов, Плевен, Стара Загора, Шейново, Мечка, Черковна през 1900 г. Освещаването му е станало през 1907 г.
Жители на селото се включват и в Балканските войни и в Първата световна война. За участието си в Първата световна война с различни степени на военния орден „За храброст“ са наградени 20 редници, ефрейтори и младши подофицери за действията им при боевете по време на Чеганската операция. За участието си във войната със същия орден са наградени още 12 редници, ефрейтори и младши подофицери, а с награда за участие в боевете при Завоя на река Черна е старши подофицер. По полетата на Балканските войни своят живот са дали 36 жители на селото. Техните гробове са край Лозенград, Шоин рид, връх Букова глава, Добро поле, край Бунархисар, Чаталджа, Гевгелия, Крива паланка и други места на военните действия. По време на Първата световна война са убити други 30 жители. Лобните им места са в Щипско, Кавадарско, Битолско, връх Каймакчалан, Търнава, Долно Чичево, Сяр, Велес и други. Трима са загиналите при боевете във Втората световна война.
През април 1922 година по молба на Ст. Плачкинов се поставя в църковния двор паметник на убития в Америка му син подофицер Ангел Плачкинов, войник в американската армия. Освен него, в двора, до камбанарията са поставени паметници м памет на погребаните руски войни от 45-и Азовски полк, загинали в боя на 7 ноември 1877 година, в памет на поручик Константин Степанович Йорайковски (+7.11.1877), в памет на Димитър Д. Ръждов и Атанас Хр. Мангов, загинали през Втората световна война (1944 г.), както и паметник на първия свещеник в енорията – Марин Георгиев (починал 1889 г.).
Кредитна кооперация „Орало“ е основана на 20 март 1902 г. При учредяването й в нея са записани 92 члена. От създаването си до 1949 г. кооперацията съществува като Кредитна кооперация „Орало“. Управлението се осъществява от Управителен съвет, Контролен съвет и Общо събрание, като дейността е съобразена със заложеното в дружествения Устав. Кооперацията разполага с мандра, а към 1938 г. в нея влизат 233 член-кооператори. От 1949 г. се преименува на Всестранна кооперация „Орало“. От 1952 до 1958 г. се нарича Селска потребителна кооперация „Орало“ – с. Пиргово. През 1962 г. се обединява с Потребителната кооперация в с. Мечка и започва да се нарича Потребителна кооперация „Осми конгрес“ – с. Пиргово. Наред с търговската си дейност кооперацията изкупува селскостопански произведения и отпуска кредити на членовете си, занимава се с производство на хляб и изваряване на ракия.
Читалище „Св. Св. Кирил и Методий“ е основано през 1922 г. от адвоката Иван Николов, учителя Йордан Атанасов и Димо Варамезов. През 1966 г. за председател е избран Ангел Д. Бобоков. По-нататък такива стават Ст. Иванов, Асен Върбанов, Параскев Иванов, Ганчо Колев, Николай Рекинов, Илия Кьосев и Атанас Ив. Янакиев.
През 1927 година е основано Каменопроизводително професионално сдружение „Света Варвара“, чиито устав е утвърден от Русенската търговско-индустриална камара на 2 февруари 1928 година. Негови членове са всички притежатели – господари на кариери, които упражняват каменопроизводство и са навършили 25 години. Председател е Атанас Кьосев, секретар Георги Малчев, касиер Иван Чубуров, подпредседател Димо Колев и съветник Димитър Тодоров.
При изборите за Велико Народно събрание през 1946 година, при нападение над изборното бюро в селото от 20 опозиционери и даденият отпор от милицията, е била предизвикана намеса на трима войници от граничната застава, при която е застрелян един от опозиционерите.
На 26 февруари 1947 г. във връзка със започналия процес на принудителна колективизация и национализация в страната, се основава ТКЗС „Дунав“ в с. Пиргово, Русенско. През 1958 г. стопанството се обединява със стопанствата на селата Тръстеник и Мечка. По-късно, на общо събрание на кооператорите, през 1959 г. се взема решение с. Пиргово и с. Мечка да се отделят от с. Тръстеник в едно ТКЗС с център с. Пиргово. През 1971 г. обединеното стопанство преминава към АПК „Ленин“ – с. Иваново. На 15 януари 1988 г. с решение на Изпълнителния комитет на Общински народен съвет – Русе е образувана Комплексна бригада за селскостопанско производство на територията на кметствата с. Пиргово и Мечка, която съществува до 30 ноември 1991 г. С решение на Окръжен съд – Русе и заповед на Областен управител – Русе се назначава Ликвидационен съвет, който приключва работа през 1993 г.
Северозападно от селото, през пролетта на 1949 г., е създаден концлагер за политически затворници – около 300 на брой, докарани от различни затвори, които работят в каменна кариера, наричана иронично „Диамантената мина“ и са вадели варовикови блокове от пещерите край самия бряг на река Дунав. В лагера през различни периоди са били въдворени Стоян Парашкевов, Милан Дренчев, Стефан Стамов, Коста Белобрадов
През 1959 година е основано с постановление на Министерския съвет Практическо селскостопанско училище – с. Пиргово, Русенско. От 1959 до 1963 г. ползва сградата на основното училище. От 1963 г. преминава на подчинение на Министерство на земеделието. Първоначално курсистите са разпределени в две паралелки момичета и две – момчета, а от 1963 г. – са шест паралелки. От 1959 до 1970 г. в училището се дипломират 600 курсисти – лозари. От 1967 г. се откриват и курсове за обучение на трактористи. По решение на Министерство на земеделието и хранителната промишленост от 1 юли 1970 г. училището е закрито. Директор е бил Стефан Генев Станев.
През 1959 година е открит киносалон, който функционира до средата на 90-те години.
През 1959 година в землището на Пиргово и Мечка има 4733 дка лозя, повече от половината са от сорта Болгар. Средният добив за 1960 година от десертно грозде е 1417 кг от декар, 1961 – 1387 кг от декар, 1962 – 2158 кг от декар, 1963 – 1555 кг от декар, 1964 – 1349 кг от декар, 1965 – 2060 кг от декар. 80 процента от добиваното десертно грозде се изнася от страната. През следващите години площите са утроени, като са засадени лозови масиви с Шасла доре, Перл дьо Ксаба, Гъмза, Димят, Фурминт, Тамянка.
През 1963 година е открита новата напоителна система, която захранва землището на село Мечка и село Пиргово с вода от река Дунав за напояване.
През 1969 г. черните улици в селото са били 182 481 кв. м. От тях са били шосирани 28 648 кв. м. и асфалтирани 54 471 кв. м. През 1972 г. асфалтираните улици възлизат на 75 427 кв. м. Същата година са построени ново училище; административна сграда на ТКЗС; общоселска баня; физкултурна зала; стратификалня (модерно съоръжение за облагородяване на лозов посадъчен материал); комбинирана сграда за Общински народен съвет, поща и аптека; сграда на Винпром.
През 1980 година е изградена новата сграда на универсалния магазин в центъра на селото, в която в момента се помещава супермаркет.

## Население
До края на Първата световна война в селото е било със смесено население – българи, турци и цигани, но след края на Първата световна война турските и циганските фамилии напускат, и се преселват на други места. Оттогава населението на Пиргово е изцяло българско. Населението през 20 век нараства и Пиргово се счита като едно от големите села в Русенски окръг. В края на века, по подобие на останалите села в страната, постепенната миграция към областния център гр. Русе и чужбина създава предпоставки за обезлюдяване.
Население на село Пиргово по данни на Националния статистически институт:
| 31.12.1934 | 3493 |
| 31.12.1946 | 3624 |
| 01.12.1956 | 3396 |
| 01.12.1965 | 3584 |
| 02.12.1975 | 3395 |
| 04.12.1985 | 3023 |
| 04.12.1992 | 2578 |
| 31.12.1994 | 2445 |
| 31.12.1995 | 2439 |
| 31.12.1996 | 2472 |
| 31.12.1997 | 2402 |
| 31.12.1998 | 2334 |

| 31.12.1999 | 2303 |
| 31.12.2000 | 2257 |
| 01.03.2001 | 2185 |
| 31.12.2001 | 2054 |
| 31.12.2003 | 2008 |
| 31.12.2004 | 1957 |
| 31.12.2005 | 1901 |
| 31.12.2006 | 1863 |
| 31.12.2007 | 2070 |
| 31.12.2008 | 2023 |
| 31.12.2009 | 1949 |
| 31.12.2010 | 1845 |

| 01.02.2011 | 1649 |
| 31.12.2011 | 1615 |
| 31.12.2012 | 1585 |
| 31.12.2013 | 1538 |
| 31.12.2014 | 1485 |
| 31.12.2015 | 1405 |
| 31.12.2017 | 1357 |
| 31.12.2016 | 1405 |
| 31.12.2018 | 1308 |
| 31.12.2019 | 1254 |
| 31.12.2020 | 1268 |
| 31.12.2021 | 1398 |

Интересна особеност от местните обичаите е съхранението на традициите по именуването на пирговските фамилни родови имена. Изследване сочи, че пътищата по които става това са няколко – формирането на имена на фамилии от османското наименование на занаят или служба, формиране на име на фамилия от лични прякори и прозвища главно с османското им име, формиране на име на фамилия от селището, от където се е преместила в Пиргово, формиране на име на фамилия от етноним или формиране на име на фамилия от личното име на родоначалника. Ето най-често срещаните фамилии, силно разпознаваеми, тъй като повечето от тях са характерни само за Пиргово: Джарнавлиеви, Мелекови, Бахърови, Бобилови, Бодурови, Чубурови, Бобокови, Барбукови, Върбанови, Гръцманови, Циркови, Гърбатови, Гроздеви, Костурови, Шенкови, Варамезови, Кътеви, Пацанови, Дудеви, Бригови, Ръждови, Шахънови, Плачкинови, Балтаджиеви, Драшкови, Лесичкови.

## Религии
Още през 1762 г. в селото е построен източноправославен храм. Църквата „Свето Богоявление“ е построена през 1812 година, за трети път. Според документи в държавния архив по време на войната 1877 – 1878 година тя е ограбена, изгорена и с повредени дувари. В същите документи се споменава, че училището, изградено 65 години преди това – през 1812 година, също е изгоряло. По време на войната са убити 26 души – мъже, жени и деца. Съвременната сграда е построена през 1879 година. Сградата е масивна, каменна, еднокорабна базилика с размери: дължина 21 метра, ширина 5,60 метра и височина 5,50 метра. Балконът е широк 5,50 метра. Десет нови икони са изработени от художника Янко Кузманов от Русе, като парите за тях са дарени от трима енориаши, завърнали се от Америка. През 1897 година църковното настоятелство решава, че трябва да се построи камбанария, за която са платени 2800 лева, а жителите на селото помагат с доброволен труд за пренасянето на камъните и гасенето на варта. На 15 ноември 1897 г. камбанарията е готова, но поради лошо стопанисване през 1925 г. е полусъборена. Ремонтирана е през април, като покриват кубето с галванизирана ламарина. Камбаната е доставена през 1904 г. След земетресението в Горна Оряховица (магнитуд 6.3 по Рихтер) през 1913 година има щети по сградата на църквата, които след ремонт през 1920 година са се увеличили. Запълнени са с цимент. През 1969 г. при препокриване на покрива на църквата с керемиди, е допусната грешка в конструкцията му. Това налага през 1974 г. да бъдат монтирани метални обтегачи. През същата година край храма е изграден бетонов тротоар. През 1984 г. отново е направен основен ремонт на покрива. През 1912 г. е изграден зид от камък с височина един метър, с каменни стълбове и между тях дървен стобор със същата височина. Строителството на съвременната ограда започва през 1950 г. През 1972 г. храмът и камбанарията са обявени за паметник на културата.
Вероятно трите селища, локализирани в землището са принадлежали към духовния и административен център около средновековния град Червен. Землището е в близост до долината на река Русенски Лом, оформила се през Второто българско царство като център на исихазма. Днес долината е известна със скалните манастири около село Иваново (център на общината) и село Басарбово, до което се намира Басарбовският скален манастир „Св. Димитрий Басарбовски“.

## Забележителности
Северно от селото, на брега на Дунава все още съществуват съоръженията на речно пристанище, което до 60-те години на миналия век е обслужвало редовна речна пътническа линия до Русе чрез пътнически кораб. През лятото местните хора използват плажната ивица за къпане, риболов и други забавления. Западно от понтона е разположено и рибарското селище на Пиргово, състоящо се от 50-ина къщи и прилежащи им стоянки за лодки. През лятото точно срещу това рибарско селище при спадане на нивото на река Дунав се оформя дълга около километър пясъчна коса с ширина 100 m, на места непосредствено до румънския остров Камадину, който вследствие на ерозивните процеси, произтичащи по течението на река Дунав се обединява и разделя на две части в период от 100 години, и е разделен на две части – Кама и Дину.
Интересна архитектурна забележителност в село Пиргово представляват множеството каменни чешми, изградени от местни жители още отпреди повече от столетие във всяка от махалите на селото. Те са служили за битови нужди и за отглеждането на многобройни стада от крави и овце. Чешмите са изградени върху находища от водни пластове, обикновено са с 2 чучура. Водата изтича в десетина каменни корита с дължина метър и половина. Такива чешми са изградени и извън селото в неговото землище.
- Карстови пещерни образования и подмоли по брега на река Дунав

## Кухня
Местната кухня не се отличава значително от останалата в региона, като застъпени са всички ястия от различни видове месо и дунавска риба. Влияние върху нея оказва и вековната османска кухня, оставила голям отпечатък върху приготвяното на храна в Балканите. Именно от нея се е видоизменил един от тестените деликатеси, характерни за селото, както и за други села от Русенско и Разградско - долангача. Долангача в Турция е разновидност на шербета, като много прилича на баклавата и се прави или солен, или сладък с шамфастък или орехи. В Турция е патентнован като десерт Долангер от Елазиг, Газиантеп. Вариантът на дулангач, приготвен почти във всяка къща в Пиргово е солен, със замесени кори за баница, точени на тънко, събрани и надиплени, покрити с натрошено на едро сирене, полято с топла свинска мас, повече разбити яйца и изпечено на силна фурна.

## Транспорт, инфраструктура, икономика
Пиргово се намира на второкласния път II-52, който свързва път I-5 Русе – Велико Търново със селата Пиргово и Мечка, стига до селищно образование „Стълпище“ и оттам е недостроен до село Батин, откъдето продължава към град Свищов. Има връзка с асфалтиран общински път от път II-52 към път I-5 и общинския център Иваново, която започва от Т-образно кръстовище след края на селото в посока село Мечка. Ежедневно се извършват автобусни курсове по линията Мечка – Пиргово – Русе. Уличната мрежа в селото е асфалтирана и с обща дължина 32 километра.
Битовото водоснабдяване на селото е извършено през периода 1961 – 1968 година. Водата е със средна твърдост, показател 7.73 mg-eqv/L или 22 d°. По данни на „Водоснабдяване и канализация – Русе“ поради остарялата и амортизирана мрежа загубите от вода при доставката ѝ от помпената станция до селата Пиргово и Мечка са в размер на 63.05%. В селото няма изградена канализация. В плана за развитие на община Иваново до 2027 година е предвидено изграждането на пречиствателна станция за отпадни води.
В края на 80-те е изграден ретрансланслатор за телевизионни програми, който функционира до 2013 година чрез препредаването на трите национални програми – БНТ, БТВ и Нова. След 2013 година чрез едночестотните предавателни мрежи на 26 канал се приемат програмите БНТ1, БНТ2, БТВ и Нова. Изградена е и инфраструктура за доставка на кабелна телевизия и интернет от няколко различни доставчика.
Електроснабдяването на селото се извършва с 20 kV електропроводи.
В селото функционират мандра, винарска изба „Пиргово“, предприятие за дървен амбалаж, фотоволтаична централа с мощност 25 кW, бензиностанция за дизел, бензин и пропан-бутан, „Диоген“ АД, земеделски кооперации, няколко хранителни магазина, магазини за строителни материали, както и аптека, дрогерия, и други специализирани магазини.
Спортната зала е обновена, а футболното игрище е с площ 19 дка.

## Редовни събития
- 14 февруари – Трифон Зарезан
- Съборът на селото се провежда в първата събота от месец ноември.

## Личности
- Роден Петко Попов (1854 – 1924) – инженер, живял в София, дарител с фонд „Инж. Петко и Дарина Попови“, от лихвите на който Министерството на народната просвета дава всяка година подкрепя еднократно български инженер, който да специализира индустриално или машинно инженерство в чужбина. Фондът е закрит през 1948 г. с вливането на фонд „Завещатели и дарители“ при МНП в държавния бюджет.[36]
- Роден Здравчо Стоянов Гецов (Здравко Георгиев) (7.10.1895 г.). Пристига в Америка на 16-годишна възраст, постъпва на работа в заводите „Форд“, като израства до поста на търговски представител на Ford Motor Company.[37]
- Роден Горазд Йорданов Чолаков (4.08.1921 г.), син на Йордан Чолаков – главен учител в пирговското училище. Юрист, краевед и радетел на туристическото движение във Велико Търново. През 2003 г. е удостоен с почетна награда „Велико Търново“. Починал на 30.08.2015 г. във В. Търново.[38]
- Роден Иван Николов Станев (9.07.1968 г.) Състезател по гребане, участник в олимпиадата в Сеул през 1988 г.[39]
- Роден Ангел Бобоков – секретар на ОК на БКП в Русе през 60-те и 70-те години.
- Роден Димитър Барбуков – основател и спонсор на театър „Барбуков“
- Роден проф. полк. Георги Христов (1938 г.) – началник на ЦСКА, преподавател в Спортната академия-София.
- Родени Атанас и Пламен Бобокови – собственици на Приста Ойл.
- Тодор Трифонов Чубуров – роден в 1958 г. създава първата частна чорапена фабрика в България през 1992 г.
- Любен Василев Димитров – преподавател по история, дългогодишен директор на местното училище „Христо Ботев“.

## Други
В Пиргово зимният обреден календар започва с поредица от обичаи от Игнажден и продължава до Ивановден, като преди кулминацията на 7 януари, на Рождество Христово се извършва и коледуване В етнографията на селото е и детския народен обичай „Дойли“, извършван на Вход Господен в Йерусалим
В интернет-страницата на Българското национално радио е публикуван звуков файл, в който първата от коледарските песни е на мъжката група от Пиргово. Документален филм на РТВЦ-Русе описва обичая коледуване на коне на Ивановден, който е единствен в страната и може да бъде гледан тук.
Легенда за любовта между Мартин и Койка свързва селото с мястото, което са избрали за дом двамата младежи. История със същия герой – поп Мартин е описана и от Захари Стоянов в „Записки по българските въстания“, глава „Баба Тонка“
В края на 2018 година в река Дунав, край Пиргово е уловен най-тежкия сом – 138 кг, дълъг 2,5 метра
Дълги години през социализма, висши партийни ръководители посещават Пиргово, най-вече по време на празника на Трифон Зарезан. През 1966 година Тодор Живков идва за Трифон Зарезан, придружен и от Николае Чаушеску. През 1971 година празникът е посетен от министър-председателят Станко Тодоров.
Пиргово е известно като регион, произвеждащ много качествени сортове грозде. Известната изба „Мойсев“ от началото на 20 век е отново собственост на наследниците на този винарски род. С винопроизводство по модерен начин се занимават и братя Бобокови, собственици на винарна „Левента“.